# Schlachtgeschwader 77
La Schlachtgeschwader 77 (SG 77) (77e escadron d'attaque au sol) est une unité d'attaque au sol de la Luftwaffe pendant la Seconde Guerre mondiale. 

## Opérations
Le SG 77 a mis en œuvre principalement des avions Junkers Ju 87D et Focke-Wulf Fw 190F/G.

## Organisation

### Stab. Gruppe
Le Stab./SG 77 est formé le 18 octobre 1943 à Wassilkow à partir du Stab/St.G.77.

Geschwaderkommodore (Commandant de l'escadron) :
| Début           | Fin             | Grade          | Nom               |
| --------------- | --------------- | -------------- | ----------------- |
| 18 octobre 1943 | 15 février 1945 | Major          | Helmut Bruck (en) |
| 16 février 1945 | 8 mai 1945      | Oberstleutnant | Manfred Mossinger |

### I. Gruppe
Formé le 18 octobre 1943 à Lemberg à partir du I./St.G.77 avec :
- Stab I./SG 77 à partir du Stab I./St.G.77
- 1./SG 77 à partir du 1./St.G.77
- 2./SG 77 à partir du 2./St.G.77
- 3./SG 77 à partir du 3./St.G.77

Gruppenkommandeure (Commandant de groupe) :
| Début             | Fin               | Grade     | Nom                     |
| ----------------- | ----------------- | --------- | ----------------------- |
| 18 octobre 1943   | 1er décembre 1943 | Major     | Werner Roell (en)       |
| 1er décembre 1943 | 1er février 1945  | Major     | Karl Henze (pt)         |
| 1er février 1945  | 16 avril 1945     | Hauptmann | Hans-Joachim Brand (en) |

### II. Gruppe
Formé le 18 octobre 1943 à Kalinówka à partir du IV././Sch.G.1 avec :
- Stab II./SG 77 à partir du Stab I./Sch.G.1
- 4./SG 77 à partir du 1./SG 4 (en novembre 1943)
- 5./SG 77 à partir du 2./Sch.G.1
- 6./SG 77 à partir du 3./Sch.G.1

En septembre 1944, le 5./SG 77 est converti sur des Focke-Wulf Fw 190 Panzerschreck.
Gruppenkommandeure :
| Début        | Fin        | Grade     | Nom                   |
| ------------ | ---------- | --------- | --------------------- |
| Février 1944 | 8 mai 1945 | Hauptmann | Alexander Gläser (en) |

### III. Gruppe
Formé le 18 octobre 1943 à Kirowograd à partir du III././St.G. 77 avec :
- Stab III./SG 77 à partir du Stab III./St.G.77
- 7./SG 77 à partir du 7./St.G.77
- 8./SG 77 à partir du 8./St.G.77
- 9./SG 77 à partir du 9./St.G.77

Le 3 mars 1945, le 9./SG 77 commence sa conversion sur des Focke-Wulf Fw 190 Panzerschreck.
Gruppenkommandeure :
| Début           | Fin             | Grade     | Nom                    |
| --------------- | --------------- | --------- | ---------------------- |
| 18 octobre 1943 | 19 février 1945 | Hauptmann | Franz Kieslich (en)    |
| 20 février 1945 | 8 mai 1945      | Hauptmann | Gerhard Stüdemann (en) |

### IV Gruppe
Le IV Gruppe n'est que partiellement constitué

#### 10.(Pz)/SG 77
Formé le 18 octobre 1943 à Orcha à partir du 10.(Pz)/St.G.1.

Le 27 janvier 1944, il est renommé 10.(Pz)/SG 1.
Le 10.(Pz)/SG 77 est reformé le 7 mars 1944 à Markersdorf à partir du 6./St.G.2.